# Liste der Monuments historiques in Autricourt
Die Liste der Monuments historiques in Autricourt führt die Monuments historiques in der französischen Gemeinde Autricourt auf.

## Liste der Immobilien
| Bezeichnung                | Beschreibung                                               | Standort             | Kennzeichnung | Schutzstatus | Datum | Bild           |
| -------------------------- | ---------------------------------------------------------- | -------------------- | ------------- | ------------ | ----- | -------------- |
| Kirche St-Valentin-de-Rome | aus dem 16. und 18. Jahrhundert; ohne Westfassade und Turm | Place d’Armes (Lage) | PA00112075    | Classé       | 1914  | weitere Bilder |